# Anartii

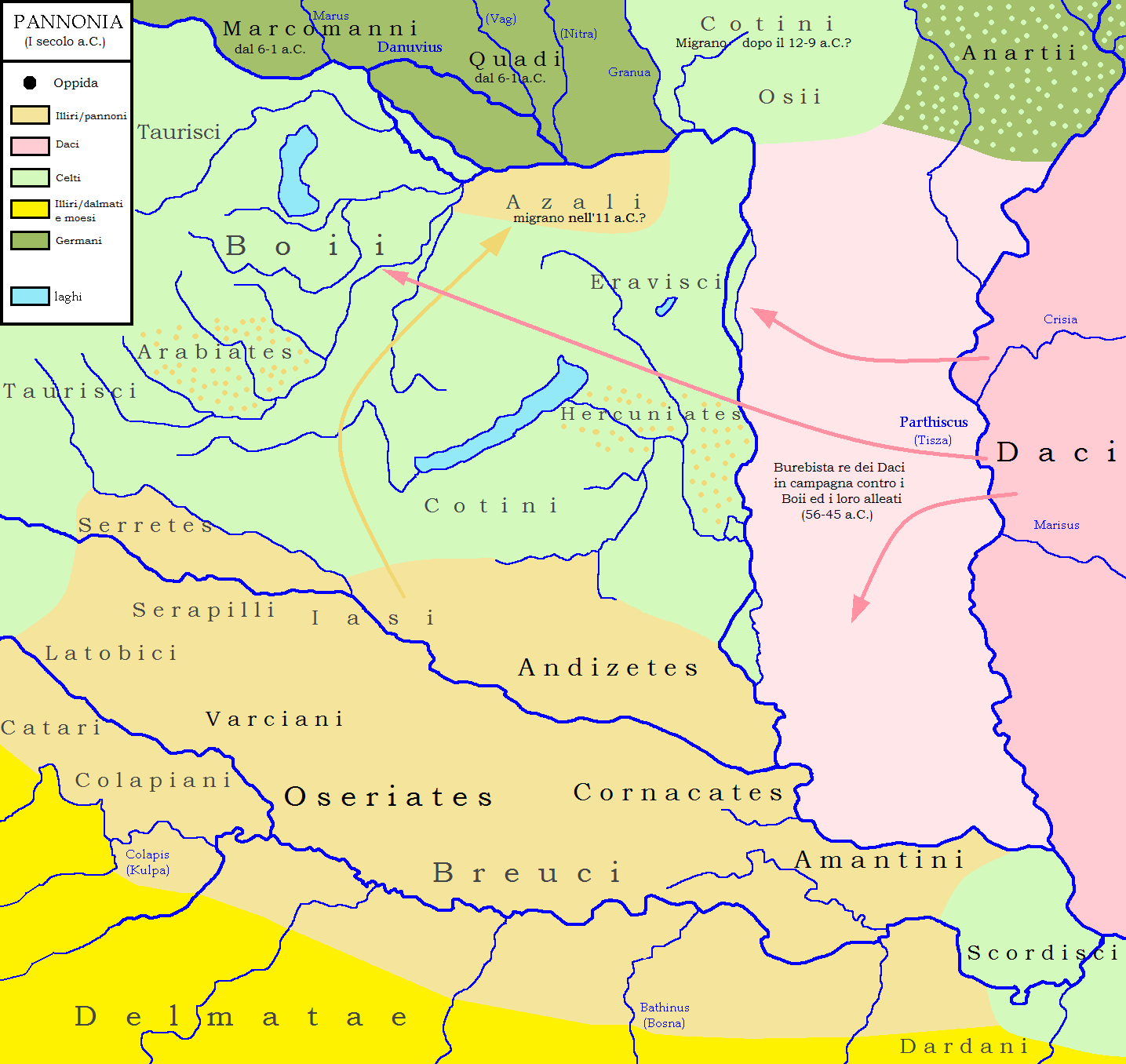
La Pannonia nel I secolo a.C.; la collocazione geografica degli Anartii è visibile in alto a destra

Gli Anartii erano un'antica popolazione di origine mista tra le genti germaniche dei Bastarni e quella celtiche.

## Storia
Durante il I secolo a.C. fino all'impero di Claudio (50 d.C.), abitarono l'Ungheria nordorientale al confine settentrionale con la Dacia, attorno alla futura fortezza legionaria di Aquincum. Da qui migrarono verso i Carpazi occidentali, avendo come vicini il popolo celta dei Cotini, che si trovava a nord e ad ovest della loro nuova posizione.
Il primo contatto con questo popolo risale al 3-1 a.C., da parte di un certo Marco Vinicio, come riporta un'iscrizione trovata a Tuscolo, vicino a Frascati che recita: 
( AE 1895, 122 )

### Fonti primarie
- AE 1895, 122 = AE 1905, 14 = AE 1934, 128

### Fonti secondarie
- András Mócsy, Pannonia and Upper Moesia, Londra/Boston 1974.
- R.Syme, Danubian Papers, Lentulus and the origin of Moesia, Londra 1971.